# Гепатоз
Гепатозы — группа заболеваний печени, в основе которых лежит нарушение обмена веществ в печёночных клетках (гепатоцитах) и развитие в клетках печени дистрофических изменений. При этом воспалительные явления отсутствуют или слабо выражены.

## Классификация
Различают жировые и пигментные гепатозы, имеющие острое и хроническое (чаще) течение. Наиболее распространённым гепатозом является хронический стеатогепатоз (cинонимы: жировой гепатоз, жировая инфильтрация печени, жировая дистрофия печени).

## Этиопатогенез
Различают экзогенные и наследственные факторы развития гепатозов. К экзогенным относятся токсические воздействия (острые и хронические), патология других органов и систем и алиментарные (пищевые) факторы — заболевания щитовидной железы, сахарный диабет, ожирение, синдром Кушинга, дефицит белка, авитаминозы и др. Пигментные гепатозы обусловлены нарушениями обмена билирубина и жёлчных кислот в печени.

### Жировой гепатоз
Стеатогепатоз  — это заболевание печени, сопровождающееся ожирением печёночных клеток. Причины ожирения клеток печени — чаще всего избыточное поступление жиров и углеводов в пищу или их избыточное накопление в крови, вследствие различных нарушений обмена веществ, метаболического синдрома, эндокринные заболевания, воздействие токсических для печени веществ, в том числе алкоголя и гепатотоксических лекарственных средств.
Возможно развитие жирового гепатоза вследствие нарушения выведения жира из печени. Это происходит при снижении количества веществ, участвующих в переработке жиров (белок, липотропные факторы). Нарушается образование из жиров фосфолипидов, бета-липопротеинов, лецитина, вследствие чего «лишние» свободные жиры откладываются в печеночных клетках.

## Клинические проявления
Клинические проявления хронического гепатоза на начальных этапах, как правило, минимальны, затем происходит постепенное нарастание явлений печёночной недостаточности. С течением времени, часто годами или даже десятилетиями, у человека могут проявиться такие проблемы со здоровьем, как:
- Чувство усталости
- Потеря веса или аппетита
- Слабость
- Тошнота, рвота
- Спутанность сознания или изменения поведения
- Жидкость в брюшной полости (асцит)
- Покраснение ладоней
- Расширение сосудов кожи
- Пожелтение кожи и склер

## Диагностика
При ультразвуковой диагностике наблюдается равномерное увеличение печени, диффузное повышение её эхогенности (иногда выраженное), с сохранением её однородности (хотя при прогрессировании процесса появляется характерная «зернистость» паренхимы, свидетельствующая о начале развития стеатогепатита и гепатита) и т. д.
При компьютерной томографии выявляется в разной степени выраженное диффузное снижение денситометрических показателей паренхимы печени (ниже 55 HU, иногда вплоть до отрицательных значений, соответствующих плотности жира), как правило, отмечается увеличение размеров органа. Возможно выявление ограниченных участков жировой инфильтрации, окружённых неизменённой тканью печени. Чаще локальная жировая инфильтрация наблюдается в S4 печени, имеет довольно ровные, прямые контуры, ход сосудов в инфильтрированной жиром ткани не изменён, масс-эффект (объёмное воздействие на окружающие структуры) отсутствует.
Анализы крови могут показать увеличение печёночных ферментов. Это не подтверждает диагноз ожирения печени. Однако это может стать сигналом для проведения дальнейших анализов, которые необходимы, чтобы найти причину воспаления.
Биопсия печени. Окончательный диагноз жировой болезни печени может быть подтвержден только с помощью биопсии печени. С помощью иглы, которая вставляется в печень через брюшную стенку, получают кусочек ткани, который анализируется под микроскопом.
Некоторые диагнозы, при которых следует проверить печень:
- висцеральное ожирение брюшной полости
- инсулинорезистентность
- гиперинсулинемия
- микроальбуминурия
- нарушения гемостаза

## Когда обращаться за медицинской помощью
Так как жировая болезнь печени в большинстве случаях протекает бессимптомно, пока не происходит воспаление печени, диагноз часто ставится случайно. Врач может отметить слегка увеличенную печень на обычном медицинском обследовании. Скрининг крови может показать слабые аномалии[какие?] в функционировании печени.
Пациентам, у которых наблюдается вздутие живота, желтуха или легкие кровоподтеки, следует обратиться за медицинской помощью, хотя причиной может быть и не стеатогепатит.

## Лечение
Практикуются следующие методы лечения ожирения печени:
- соблюдение диеты
- выполнение физических упражнений
- сжигание лишнего веса (за счет первых двух методов)
- в особо тяжелых случаях предполагается вмешательство с помощью бариатрической операции[5]

Назначается диета с повышенным содержанием белков (не менее полугода), ограничением жиров, особенно тугоплавких животного происхождения. Назначаются препараты, улучшающие обмен жиров — витамин B12, фолиевая кислота, липоевая кислота, холин-хлорид, гепатопротекторные препараты — прогепар, рипазон, сирепар. Рекомендуется достаточная физическая активность.
Исследование 2018 года показывает, что кетогенная диета очень эффективна в борьбе с ожирением печени.
Клинические испытания показывают полезность силимарина (комплекс флаволигнанов расторопши) при лечении хронического стеатогепатоза..

## Прогноз
При исключении действия повреждающего фактора и своевременном лечении возможно выздоровление, однако гепатоз в отдельных случаях может трансформироваться в хронический гепатит и цирроз.
Во время беременности тяжелая форма болезни может привести к гипоксии плода и преждевременным родам.